# Streptocaulon cumingii
Streptocaulon cumingii är en oleanderväxtart som beskrevs av F. Villar. Streptocaulon cumingii ingår i släktet Streptocaulon och familjen oleanderväxter. Inga underarter finns listade i Catalogue of Life.